# 澠水燕談錄
《澠水燕談錄》，又名《澠水燕談》，宋代王闢之撰，凡十卷。
全書共分為十七類：帝德、讜論、名臣、知人、奇節、忠孝、才識、高逸、官制、貢舉、文儒、先兆、歌詠、書畫、事志、雜錄、談謔等，共記三百六十多個故事，多記當時士子言論。此書刊於绍圣二年（1095年），可補《宋史》之不足。